# جمهورية التشيك
التشيك (بالتشيكية: Česko ، تشيسكو)، رسميا جمهورية التشيك (بالتشيكية: Česká republika) والمعروفة أيضًا بـتشيكيا وسابقًا وتاريخيًا باسم بوهيميا، هي دولة غير ساحلية تقع في وسط أوروبا. تحدها النمسا من الجنوب، وألمانيا من الغرب، وبولندا من الشمال الشرقي، وسلوفاكيا من الشرق. تضم جمهورية التشيك مناظر جبلية تغطي مساحة تمتد 78,871 كيلومترًا مربعًا (أي 30,452 ميلًا مربعًا)، وتتمتع بمناخ رطب قاري ومحيطي معتدل.
في أواخر القرن التاسع، تأسست دوقية بوهيميا تحت حكم مورافيا العظمى. وفي العام 1002، اعتُرف بها رسميًا بصفتها دولة إمبراطورية تابعة للإمبراطورية الرومانية المقدسة، وأصبحت مملكة في العام 1198. بعد معركة موهاج في العام 1526، بدأت ملكية هابسبورغ بالسيطرة على دوقية بوهيميا تدريجيًا. أدت الثورة البوهيمية البروتستانتية إلى اندلاع حرب الثلاثين عامًا. بعد معركة الجبل الأبيض، وطدت أسرة هابسبورغ حكمها على المنطقة. مع تفكك الإمبراطورية المقدسة في العام 1806، أصبحت أراضي التاج البوهيمي جزءًا من الإمبراطورية النمساوية.
في القرن التاسع عشر، دخلت أراضي التشيك حقبة التصنيع، وفي العام 1918 انضوى معظمها تحت حُكم الجمهورية التشيكوسلوفاكية الأولى بعد سقوط الإمبراطورية النمساوية-المجرية بعد الحرب العالمية الأولى. تُعتبر تشيكوسلوفاكيا الدولة الوحيدة في وسط وشرق أوروبا التي حافظت على نظام الديمقراطية البرلمانية طوال فترة ما بين الحربين العالميتين. بعد اتفاقية ميونيخ في العام 1938، بسطت ألمانيا النازية سيطرتها بشكل منهجي على الأراضي التشيكية. تحررت تشيكوسلوفاكيا في العام 1945، وأصبحت دولة شيوعية ضمن الكتلة الشرقية بعد انقلاب العام 1948 في سلوفاكيا. قُمعت محاولات لبرلة الحكومة والاقتصاد بسبب الغزو الذي قاده السوفييت خلال ربيع براغ في العام 1968. في نوفمبر 1989، أنهت الثورة المخملية النظام الشيوعي الحاكم للبلاد، وفي 1 يناير 1993، تفككت تشيكوسلوفاكيا، وأصبحت الدول المكونة لها دولتان مستقلتان، هما: جمهورية التشيك وسلوفاكيا.
جمهورية التشيك هي جمهورية برلمانية بنظام مركزي، ودولة متقدمة لديها اقتصاد سوق اجتماعي متقدم ومرتفع الدخل. وتُعتبر دولةَ رفاهٍ بنموذج اجتماعي أوروبي، وتقدم نظام الرعاية الصحية الشاملة، والتعليم الجامعي المجاني. تأتي التشيك في المرتبة 12 على مؤشر الأمم المتحدة للتنمية البشرية المعدل حسب عدم المساواة، وتأتي في المرتبة 24 على مؤشر رأس المال البشري للبنك الدولي قبل الولايات المتحدة. كما تحتل المرتبة التاسعة بين أكثر الدول أمانًا وسلامًا على مؤشر السلام العالمي، وتأتي في المرتبة 31 على مؤشر الديمقراطية. وجمهورية التشيك هي عضو في الناتو، والاتحاد الأوروبي، ومنظمة التعاون الاقتصادي والتنمية، ومنظمة الأمن والتعاون في أوروبا، ومجلس أوروبا.

## أصل التسمية
الجمهورية التشيكية الحالية تتألف من ثلاث مناطق تاريخية هي بوهيميا ومورافيا وسيليزيا، ومعاً يمكن وصف هذه الأجزاء الثلاثة بـ "الأراضي التشيكية"، حيث يتحدث سكان هذه المناطق اللغة التشيكية. عندما استعادت الأمة التشيكية استقلالها في عام 1918، ودولة جديدة من تشيكوسلوفاكيا تم تشكيل لتعكس اتحاد الأراضي التشيكية والسلوفاكية التي تم دمجها معا بعد الحرب العالمية الأولى (بالإضافة إلى ذلك، تم تضمين جزء صغير من أوكرانيا الغربية أيضا).
كلمة التشيك جاءت نفسها إلى اللغة الإنجليزية في وقت لاحق عبر البولندية. الإملاء الحالي للكلمة في اللغة الإنجليزية هو نفس الإملاء في التشيكية العتيقة، ومع ذلك فإنه خلافًا لČechy الحديثة وČesko. هذا التناقض ينشأ من إصلاح القرن 15 من الهجاء التشيكية.
وبعد تفكك تشيكوسلوفاكيا في نهاية عام 1992، وجدت جزء من الأمة التشيكية السابق نفسه من دون اسم واحد من كلمة شائعة في اللغة الإنجليزية. في عام 1993، اقترحت وزارة الشؤون الخارجية التشيكية للتشيك اسم كبديل الرسمية في جميع الحالات الأخرى من وثائق رسمية الرسمية والأسماء الكاملة للمؤسسات الحكومية، ولكن هذا لم يصبح على نطاق واسع في اللغة الإنجليزية، على الرغم من معظم اللغات الأخرى واحدة كلمة أسماء لهذا البلد (عادة المتغيرات الخاصة بهم "تشيك").

## الجغرافيا

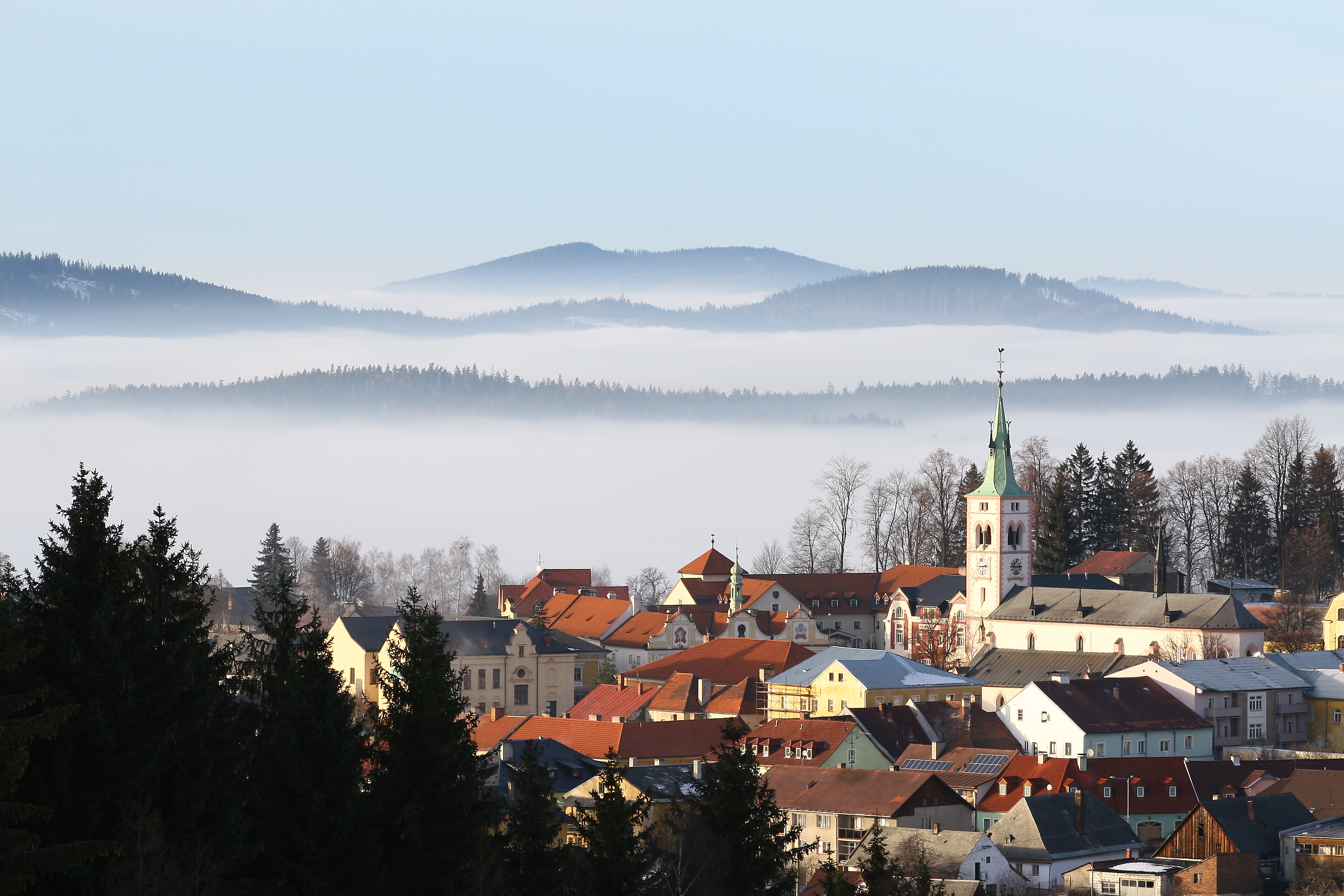
بلدة «كاشبرسكة هورة» في مقاطعة «بلزن» غرب التشيك

التشيك دولة حبيسة لا تطل على أية بحار، تحدها ألمانيا من الغرب
وبولندا من الشمال وسلوفاكيا من الشرق والنمسا من الجنوب. تبلغ المساحة الإجمالية للتشيك 78,866 كم مربع. ويبلغ إجمالي طول الحدود 1,881 منها 646 كم حدود مشتركة مع ألمانيا و 658 كم مع بولندا و 362 كم مع النمسا.

### المناطق
تنقسم البلاد إلى ثلاث مناطق تاريخية رئيسية: بوهيميا ومورافيا وسيليزيا (شليزيا).

### الأنهار
يخترق نهري الإلبة ونهر فلتافا منطقة مورافيا في الشرق هي ذات طبيعة مرتفعة، يمر بها نهر مورافا، كما ينبع منها نهر أودر (أودرا). الأنهار التي تنبع أو تمر بالتشيك تصب في النهاية في البحر الأسود، بحر الشمال وبحر البلطيق.

### الجبال
جبال شومافا تقع على الحدود الجنوبية الغربية مع ألمانيا. جبال إرز (معناها جبال المعدن الخام) تشكل الحدود الشمالية الغربية مع ألمانيا. في الشمال تقع جبال السوديت التي كانت مسرحا لأحداث الحرب العالمية الثانية. أعلى قمم السوديت يبلغ ارتفاعها حوالي 1602 متر وتدعى سنيجكا Sněžka وهي أعلى قمة في تشيكيا. نهر ثايا يشكل بشكل متقطع الحدود الطبيعية جنوبا مع النمسا. جبال الكاربات البيضاء تكون الحدود الشرقية مع سلوفاكيا. منطقة بوهيميا السهلة المحاطة بجبال منخفضة الارتفاع كجبال السوديت.

### المناخ

أنواع تصنيف مناخ كوبن للجمهورية التشيكية باستخدام خط تساوي الحرارة 0 درجة مئوية:
مناخ قاري رطب
مناخ شبه القطب الشمالي

أنواع تصنيف مناخ كوبن للجمهورية التشيكية باستخدام خط تساوي درجة الحرارة -3 درجة مئوية::
مناخ قاري رطب
المناخ محيطي
مناخ شبه القطب الشمالي

مناخ التشيك معتدل بشكل عام، حيث تبلغ معدل درجة الحرارة السنوي 7,9 درجة مئوية. معدلها في شباط/فبراير يبلغ 0,5 درجة، في تموز/يوليو 18,6 درجة. المعدل السنوي لهطول الأمطار يبلغ حوالي 508 مم.

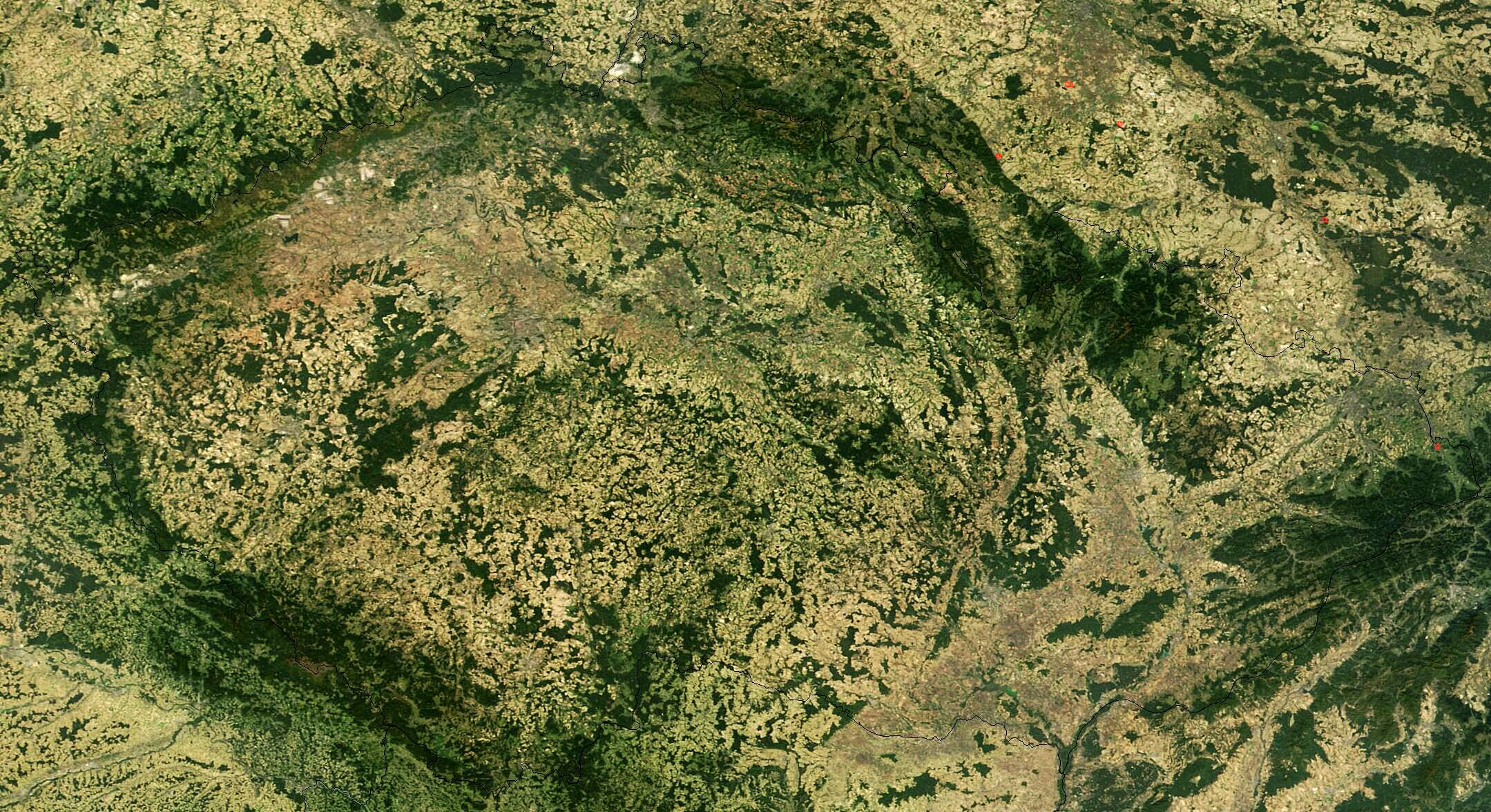
صورة فضائية لجمهورية التشيك

## السكان

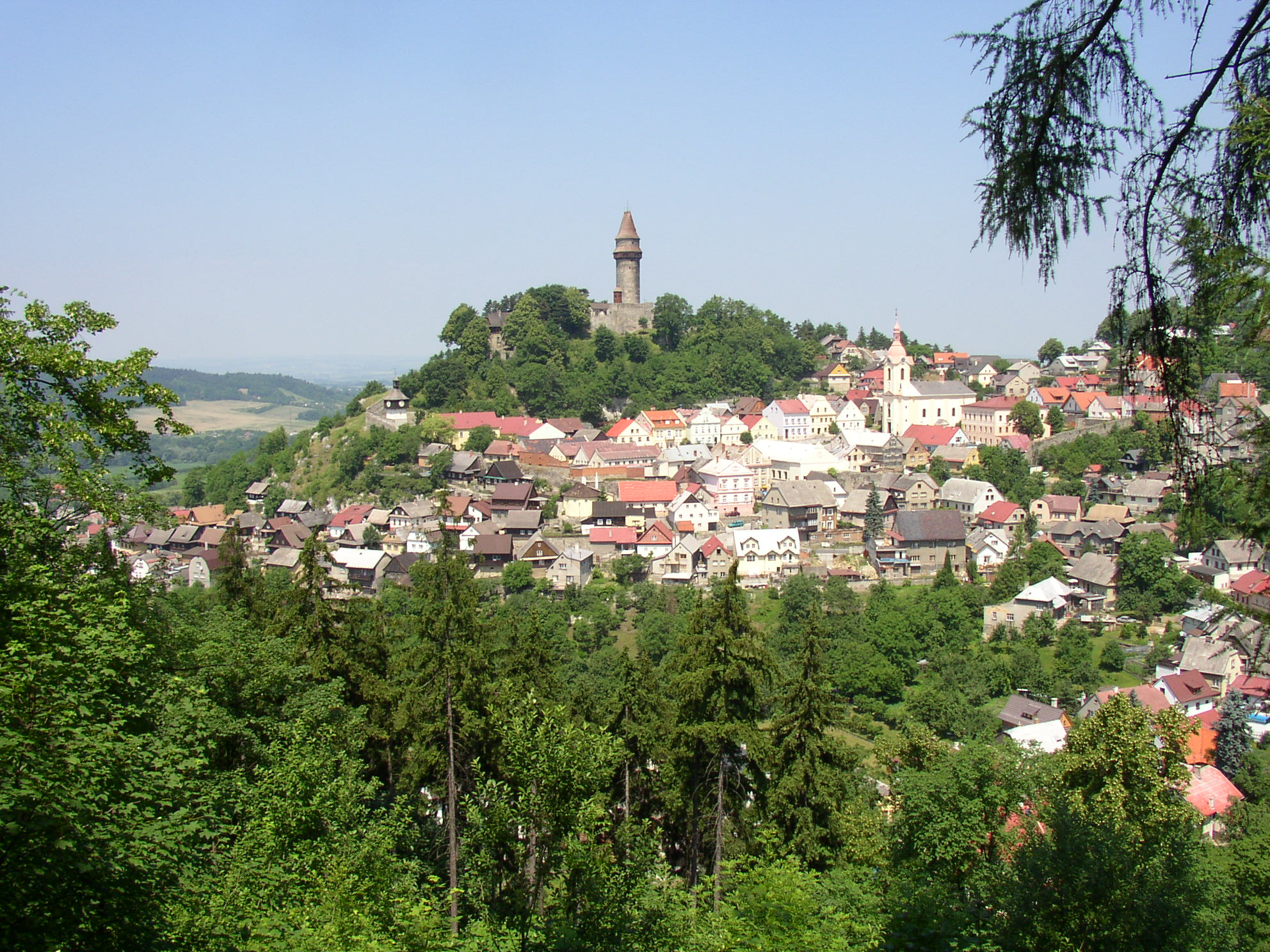
مدينة سترامبيرك

يبلغ عدد سكان جمهورية التشيك حوالي 10,637,794 مليون نسمة حسب إحصاءات عام 2018. التركيبة العرقية للبلاد تشكلت بشكل رئيسي
بعد انتهاء الحرب العالمية الثانية وبقيت متجانسة منذ ذلك الحين: حوالي 90% من السكان هم تشيك، الباقي سلوفاك وموراف ورومان وبولنديون وألمان وسيليزيون. قبل الحرب العالمية الثانية كان ملايين الألمان مقيمين في البلاد، رحل الناجون منهم إلى ألمانيا بعد انتهاء الحرب.

### اللغة
اللغة الرسمية هي التشيكية، وهي لغة سلافية غربية إحدى اللغات الهندوأوروبية. تشبه إلى حد كبير اللغة السلوفاكية ثم البولندية واللغة الصربية لإقليم لوساتيا في ألمانيا. منذ انضمام التشيك إلى الاتحاد الأوروبي عام 2004 أصبحت اللغة التشيكية إحدى اللغات الرسمية للاتحاد الأوروبي. يشار إلى علم اللغة التشيكية بعلم اللغة البوهيمية نسبة إلى منطقة بوهيميا في التشيك.

### الديانة
حوالي 59% من التشيك هم رسميا بدون ديانة، 26.8% رومان كاثوليك، 1.2% بروتستانت و 1% هوسيت و 0.2% أرثوذكس شرقيون و 0.2% شهود يهوه 2.8% ديانات أخرى. كانت الطوائف الدينية ممنوعة أيام الحكم الشيوعي للبلاد.

## التاريخ

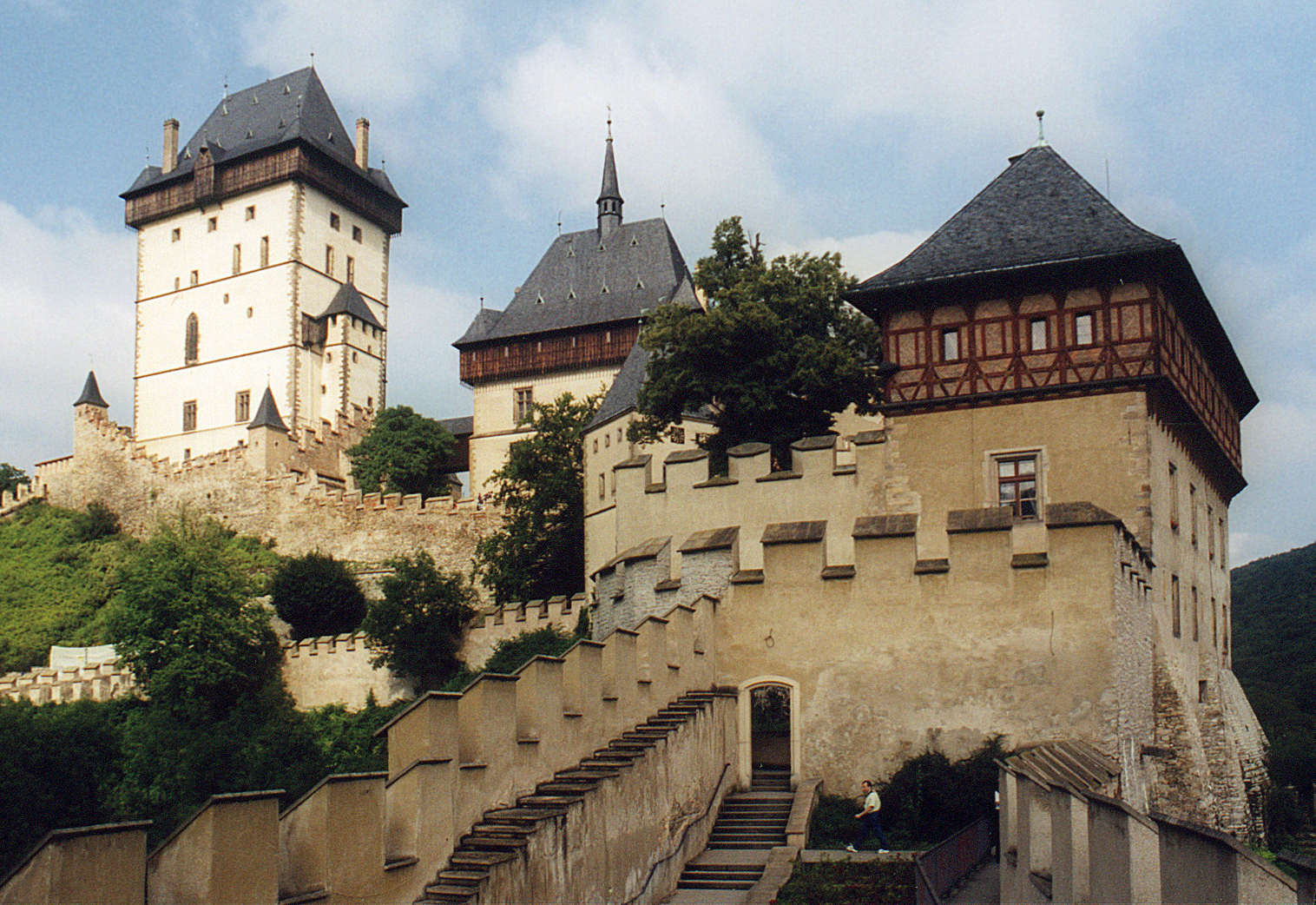
قلعة كارلشتاين

عاشت بعض القبائل الجرمنية كالمكروماني والكوادي في منطقة بوهيميا بين القرنين الأول والسادس الميلادي ثم هاجرت شمالا تاركة أراضي بوهيميا للقبائل السلافية التي استوطنتها منذ القرن السادس الميلادي. القبائل السلافية التشيكية ممثلة في عائلة برزيميس الحاكمة، تمكنت في القرن التاسع من فرض سيطرتها على باقي القبائل السلافية المجاورة وأصبحت بوهيميا مملكة تحت حكم البرزيميس منذ القرن التاسع حتى عام 1306. وقع التاج البوهيمي عام 1526 تحت سيطرة الهابسبورغ مع وصول فرديناند الأول (Ferdinand I) إلى السلطة.
إبان الإمبراطورية النمساوية الهنغارية كانت التشيك جزءاً من النصف النمساوي في المملكة. فُككت الامبراطورية بعد انتهاء الحرب العالمية الأولى (1914 - 1919)، وتم إعلان قيام جمهورية تشيكوسلوفاكيا كاتحاد بين التشيك وسلوفاكيا عام 1918. مع تزايد التهديد الألماني تحت حكم النازيين، أُجبرت تشيكوسلوفاكيا عام 1938 على التنازل لألمانيا عن منطقة السوديت المتنازع عليها. في العام التالي انشقت سلوفاكيا عن تشيكوسلوفاكيا وأعلن عن قيام ما يعرف بجمهورية سلوفاكيا الأولى وذلك بمباركة ألمانية ومن ثم غزت القوات الألمانية باقي مناطق تشيكوسلوفاكيا وضمتها إلى الدولة الألمانية وأعلن قيام حكومة وصاية على التشيك ومورافيا وذلك قبل اندلاع الحرب العالمية الثانية.
حررتها القوات السوفياتية عام 1945 وأُعيد تشكيل جمهورية تشيكوسلوفاكيا، وتم تعيين إدوارد بينيس (Benes) كرئيس لتشيكوسلوفاكيا. شهدت براغ مظاهرات وأحداث عنيفة عام 1968 مطالبة بالديمقراطية، ولكنها قُمعت بالقوة من القوات السوفياتية. أُطيح بالحكومة الشيوعية عام 1989 بطريقة سلمية وتم حل الاتحاد مع سلوفاكيا عام 1992. أُعلن قيام جمهورية التشيك عام 1993 وفاتسلاف هافيل (Havel) اختير أول رئيس لها.

## السياسة

### النظام السياسي
جمهورية التشيك هي جمهورية برلمانية ديمقراطية. رأس الدولة هو الرئيس. رئيس الوزراء هو رئيس الحكومة، الجهاز التنفيذي للدولة. البرلمان التشيكي يتكون من مجلسين: مجلس النواب ومجلس الأعيان. الرئيس ينتخب من قِبل البرلمان، ولكن بشرط أن يحصل على الأغلبية المطلقة من المجلسين. المرشحين لهذا المنصب يجب أن يرشحوا من قِبل عشرة نواب أو أعيان على الأقل وألّا يقل أعمارهم عن 40 سنة. مدة الرئاسة تبلغ خمسة أعوام، بمقدور الرئيس تمديد فترة الرئاسة لمرتين فقط. لدى الرئيس الحق في حل البرلمان والاعتراض على قرارات المحاكم. يتم انتخاب البرلمان التشيكي على نظام القوائم الانتخابية. على أي حزب أن يتعدى نسبة 5% من الأصوات حتى يتمكن من الحصول على مقاعد في البرلمان. مجلس النواب يتكون من 200 عضو، ومدة النيابة تبلغ أربعة أعوام. مجلس الأعيان يمثل وجهاء الدولة ويكون من 81 عضوا يتم ترشيحهم عن طريق منظمات أهلية واجتماعية. النظام القضائي التشيكي يتكون من المحكمة الدستورية ونظام قضائي من أربعة درجات، أعلاها المحكمة العليا. الحكومة تقود الجهاز التنفيذي، الذي تتبعه إدارات المناطق التشيكية الأربعة عشر.

### السياسة الخارجية
شكّلت مسألة الأراضي الألمانية السابقة في التشيك محور العلاقات التشيكية الألمانية. وقّع البلدان اتفاق مصالحة عام 1997 منهيين بذلك التوتر القائم منذ 50 عاما تلت الحرب العالمية الثانية. كما وقعت التشيك اتفاقا آخرا مع روسيا عام 1993. أصبحت البلاد عام 1999 عضواً بحلف شمال الأطلسي (الناتو) وعام 2004 بالاتحاد الأوروبي، حيث صوّت حوالي 77% من التشيك لصالح العضوية، في استفتاء سبق الانضمام وهي عضو أيضاً في حلف الفيشغراد.

### التقسيمات الادارية
جمهورية التشيك مقسمة إداريا إلى 14 محافظة (kraje)، تتبعها الدوائر القروية (okresy) والكومانات (obce).

#### أهم المدن
براغ هي العاصمة وأكبر المدن. يبلغ عدد سكانها 1,179 مليون (نسمة/2001). المدن الكبرى الأخرى:
- برنو (379,185 نسمة/2001)
- أوسترافا (319,293 نسمة/2001)
- بيلزن (166,274 نسمة/2001)
- أولوموتس (103,293 نسمة/2001)
- ليبيريتس (99,832 نسمة/2001)
- بادفايس (98,876 نسمة/2001)

## الاقتصاد والبنية التحتية

Real نصيب الفرد من الناتج المحلي الإجمالي في جمهورية التشيك من 1973 إلى 2018

جمهورية التشيك هي جزء من السوق الأوروبية المشتركة ومنطقة شنغن (الأزرق الداكن والفاتح على الخريطة أعلاه)، ولكنها تستخدم عملتها الخاصة، كرونة تشيكية.

تتمتع جموعة التشيك باقتصاد متقدم، عالي الدخل موجّه للتصدير قائم على اقتصاد السوق الاجتماعي يعتمد على الخدمات والتصنيع والابتكار، ويحافظ على رفاهية الدولة والنموذج الاجتماعي الأوروبي. تشارك جمهورية التشيك في السوق الأوروبية المشتركة بصفتها عضو في الاتحاد الأوروبي، وبالتالي فهي جزء من اقتصاد الاتحاد الأوروبي، لكنها تستخدم عملتها الخاصة كرونة تشيكية بدلاً من اليورو. يبلغ معدل نصيب الفرد من الناتج المحلي الإجمالي 91% من المتوسط في الاتحاد الأوروبي  وعضو في منظمة التعاون الاقتصادي والتنمية. يشرف البنك الوطني التشيكي على السياسة النقدية، الذي يضمن استقاله دستور التشيك. تحتل جمهورية التشيك المركز 12 في برنامج الأمم المتحدة الإنمائي قائمة الدول حسب مؤشر التنمية البشرية المعدل وفقا لعدم المساواة والمركز 24 في مؤشر رأس المال البشري للبنك الدولي. وصفها الغارديان بأنها "واحدة من أكثر الاقتصادات ازدهارًا في أوروبا".
اعتبارًا من 2023، بلغ نصيب الفرد من الناتج المحلي الإجمالي عند تعادل القدرة الشرائية نحو $29,856 عند القيمة الحقيقية مقارنة بالقيمة الاسمية
وفق آليانز أيه جي، كانت البلاد إحدى الدول ذات الثروة المتوسطة عام 2018، حيث احتلت المرتبة 26 في صافي الأصول المالية. شهدت البلاد نمواً اقتصادياً بنسبة 4.5% عام 2017. كان معدل البطالة الأدنى في الاتحاد الأوروبي عام 2016 بنسبة 2.4%، وعام 2016، كان معدل الفقر ثاني أدنى معدل بين أعضاء منظمة التعاون الاقتصادي والتنمية. جاءت جمهورية التشيك في المركز 27 في مؤشر الحرية الاقتصادية عام 2021، والمركز 31 في مؤشر الابتكار العالمي عام 2023، متراجعة من المركز 24 عام 2016, وما لبثت أن تقدمت مركزاً واحداً في مؤشر 2024 لتصبح في المركز 30.

وجاءت في المركز 29 في تقرير التنافسية العالمي، والمركز 25 في تقرير التجارة العالمية التمكينية.
تتمتع جمهورية التشيك باقتصاد متنوع احتل المرتبة السابعة في مؤشر التعقيد الاقتصادي عام 2016. يشكّل القطاع الصناعي 37.5% من الاقتصاد، بينما تمثّل الخدمات 60% والزراعة 2.5%. تعدّ ألمانيا أكبر شريك تجاري للتصدير والاستيراد، والاتحاد الأوروبي بشكلٍ عام. دفعت الدولة قرابة 270 مليار كرونة تشيكية إلى مالكي الشركات التشيكية الأجانب عام 2017، الأمر الذي شكّل قضية سياسية. أصبحت البلاد عضوًا في منطقة شنغن منذ 1 مايو 2004، بعد أن ألغت مراقبة الحدود، وفتحت حدودها بالكامل مع جميع جيرانها في 21 ديسمبر 2007.

### الزراعة
حوالي 60% من مساحة البلاد مستغلة زراعيا.

### المعادن
الفحم الحجري والفحم البني هو من أهم موارد الدولة المعدنية. أهم الصناعات هي الحديد والصلب، المركبات، المواد الغذائية، المنسوجات، الزجاج والكريستال والصناعات الكيماوية.

## السياحة في التشيك
تشتهر التشيك بالسياحة التي تعتبر أحد المصادر الرئيسية لدخلها الوطني لما تحويه من معالم أثرية وطبيعة خلابة ومياه كثيرة وينابيع غزيرة ويقصدها الكثير من المرضى سنويا من كل أنحاء العالم من أجل العلاج الطبيعي حيث تشتهر بلاد التشيك منذ القِدم بغزارة ينابيع المياه المعدنية الطبيعية التي يندر وجودها في بلدان العالم الأخرى بهذه الكثافة والتنوع ويُستفاد من هذه المياه المعدنية في علاج مختلف الأمراض تقريباً.

## القوات المسلحة

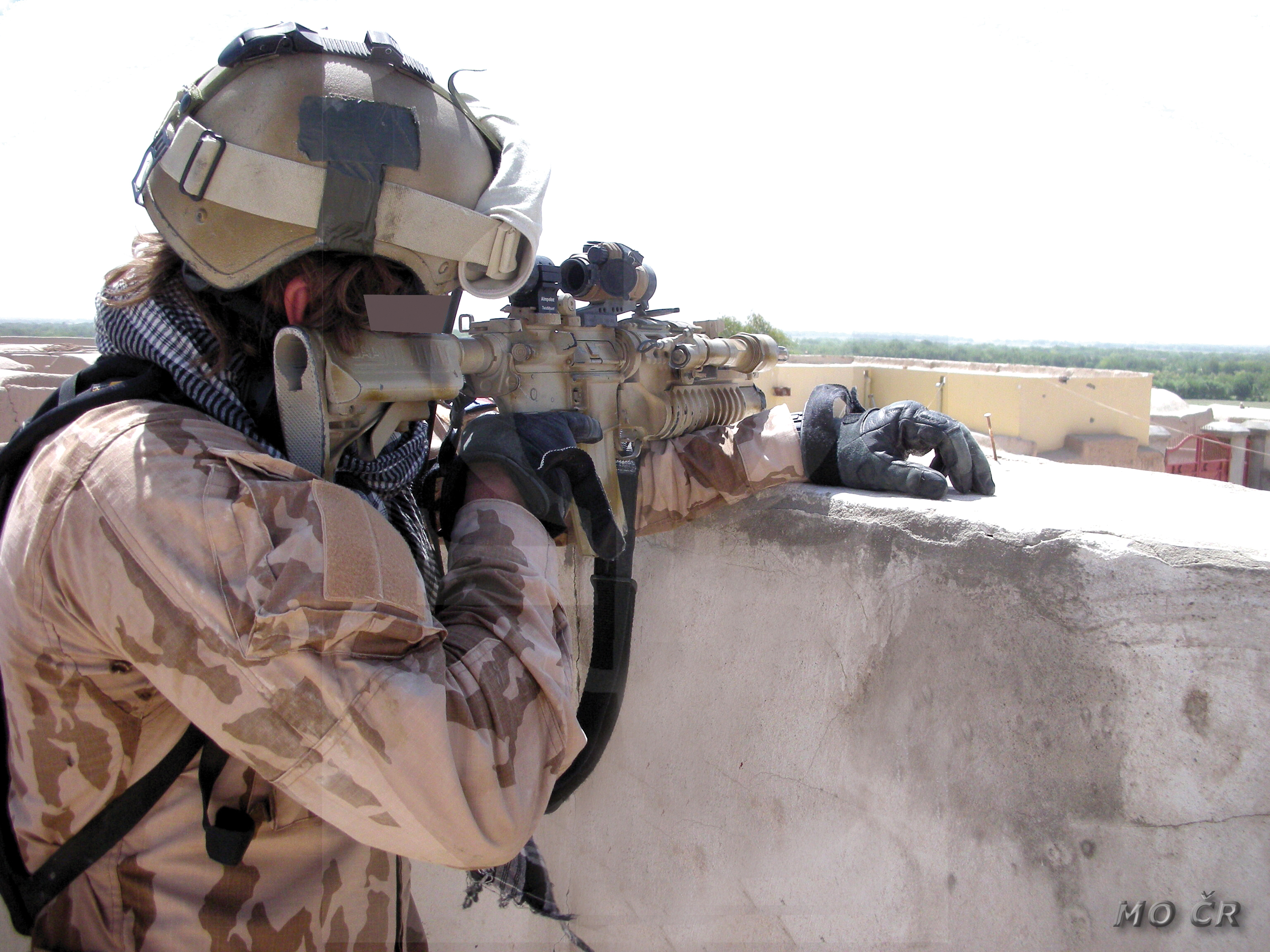
جندي تشيكي في أفغانستان.

تتكون القوات المسلحة التشيكية للجيش والقوات الجوية ووحدات الدعم المتخصصة. وتمكنت القوات المسلحة من قبل وزارة الدفاع. رئيس الجمهورية التشيكية القائد العام للقوات المسلحة من القوات المسلحة. في عام 2004 الجيش حوّلت نفسها إلى منظمة مهنية تماما وأُلغيت الخدمة العسكرية الإلزامية. كان البلد عضوا في منظمة حلف شمال الأطلسي منذ 12 مارس 1999. الإنفاق الدفاع ما يقرب من 1.04٪ من الناتج المحلي الإجمالي (2015). وتهتم القوات المسلحة بحماية جمهورية التشيك وحلفائها، وتعزيز المصالح الأمنية العالمية، والمساهمة إلى حلف شمال الأطلسي.
حاليا، كعضو في حلف شمال الاطلسي والجيش التشيكي شارك سابقا في عمليات إيساف وقوة كوسوفو ولها جنود في أفغانستان وكوسوفو والبوسنة والهرسك وآيسلندا وإسرائيل. معدات الرئيسية وتشمل: مقاتلة متعددة المهام JAS 39 جريبن ومكافحته طائرة آيرو L-159 ALCA، مروحيات هجومية حديثة من طراز Mi-35 والعربات المدرعة البندر الثاني، OT-64، OT-90، BVP-2 والدبابات التشيكية تحديثها تي-72 (T-72M4CZ).

### السكك الحديد
السكك الحديدة تدار من قبل شركة القطارات التشيكية (České dráhy).
سكة حديد مولوفيق .

### الطريق السريع
يتم تحديث شبكة الخطوط البرية في البلاد. أهم الطرق السريعة هي تلك التي تربط براغ بمدينة بيلزن ومن ثم نورمبيرغ في ألمانيا، وطريق درسدن وبراغ وبادفايس ولينز.

### المطارات
يوجد في كل من براغ وبرنو وأوسترافا وكارلسباد مطارات دولية.

## الثقافة

### المطبخ
يتميز المطبخ التشيكي بتركيزه القوي على أطباق اللحوم، يعتبر أيضًا لحم الخنزير أمرًا شائعًا جدًا. تُعد لحوم البقر والدجاج أيضًا أمرًا شعبيًا. يتم تقديم أوزة، بطة والأرانب والحيوانات البرية. الأسماك هي نادرة، باستثناء عرضية من سمك السلمون المرقط الطازجة وسمك الشبوط، الذي يستخدم في عيد الميلاد.

البيرة التشيكية لها تاريخ طويل ومهم. ومن المعروف المصنع الأول ليكون موجودا سنة 1118 وجمهورية التشيك لديها أعلى استهلاك البيرة للفرد في العالم. تشتهر البيرة التشيكية أسلوب بيلسنر التي نشأت في مدينة البوهيمي الغربية بلزن، حيث لا يزال ينتج العالم اركال بيلسنير الشهير، وجنوبا مدينة بودييوفيتشي، والمعروفة باسم Budweis باللغة الألمانية، أقرضت اسمها إلى البيرة، والتي عُرفت في نهاية المطاف بدويايزر بودفار. بصرف النظر عن ذلك وعن العلامات التجارية الرئيسية الأخرى، كما تضم جمهورية التشيك عدد متزايد من مصانع الجعة صغيرة ذات جودة عالية ومصانع الجعة مصغرة تسعى إلى مواصلة التقليد القديم للجودة والذوق، والذي يتطابق مع أفضل لاعب في العالم الإخراج: Štiřín، Chýně ، Oslavany، Kácov. السياحة تنمو ببطء حول المنطقة مورافيا الجنوبية أيضا، والتي تم إنتاج النبيذ منذ العصور الوسطى؛ حوالي 94٪ من كروم العنب في جمهورية التشيك هي مورافيا. وبصرف النظر عن slivovitz، البيرة التشيكية والنبيذ، والتشيك أيضا إنتاج اثنين من المشروبات الكحولية فريدة من نوعها، Fernet المالية وبوشيروفكا. Kofola هو الكولا المحلية المشروبات الغازية غير الكحولية التي تتنافس مع شركة كوكا كولا وبيبسي في شعبية.
وتشمل الأطباق التشيكية الفريدة لحم الخنزير المشوي مع الزلابية الخبز والملفوف المطهي Vepřo-knedlo-في Zelo، الخاصرة مشوي لحم البقر مع الزلابية على البخار وكريم من صلصة الخضروات svíčková غ smetaně، صلصة الطماطم أو صلصة الشبت Rajská Koprovka، البط المشوي مع الخبز أو البطاطا فطائر ومطهو ببطء الملفوف الأحمر، ومجموعة متنوعة من لحم البقر ولحم الخنزير اليخني يطبخ guláš، المقلية smažák الجبن أو الفطائر البطاطس الشهيرة bramboráky، بالإضافة إلى مجموعة كبيرة ومتنوعة من النقانق الدقيقة المحلية، ورست، هريسة من اللحم واللحوم المدخنة وغيرها من الأطعمة المحلية التقليدية. وتشمل الحلويات التشيكية تشكيلة واسعة من قشدة، والشوكولاته والفواكه والحلويات والفطائر، نسيج والحلويات كريم والجبن، وبذور الخشخاش شغل وغيرها من أنواع الكعك التقليدية مثل buchty، koláče وštrúdl.

### الرياضة

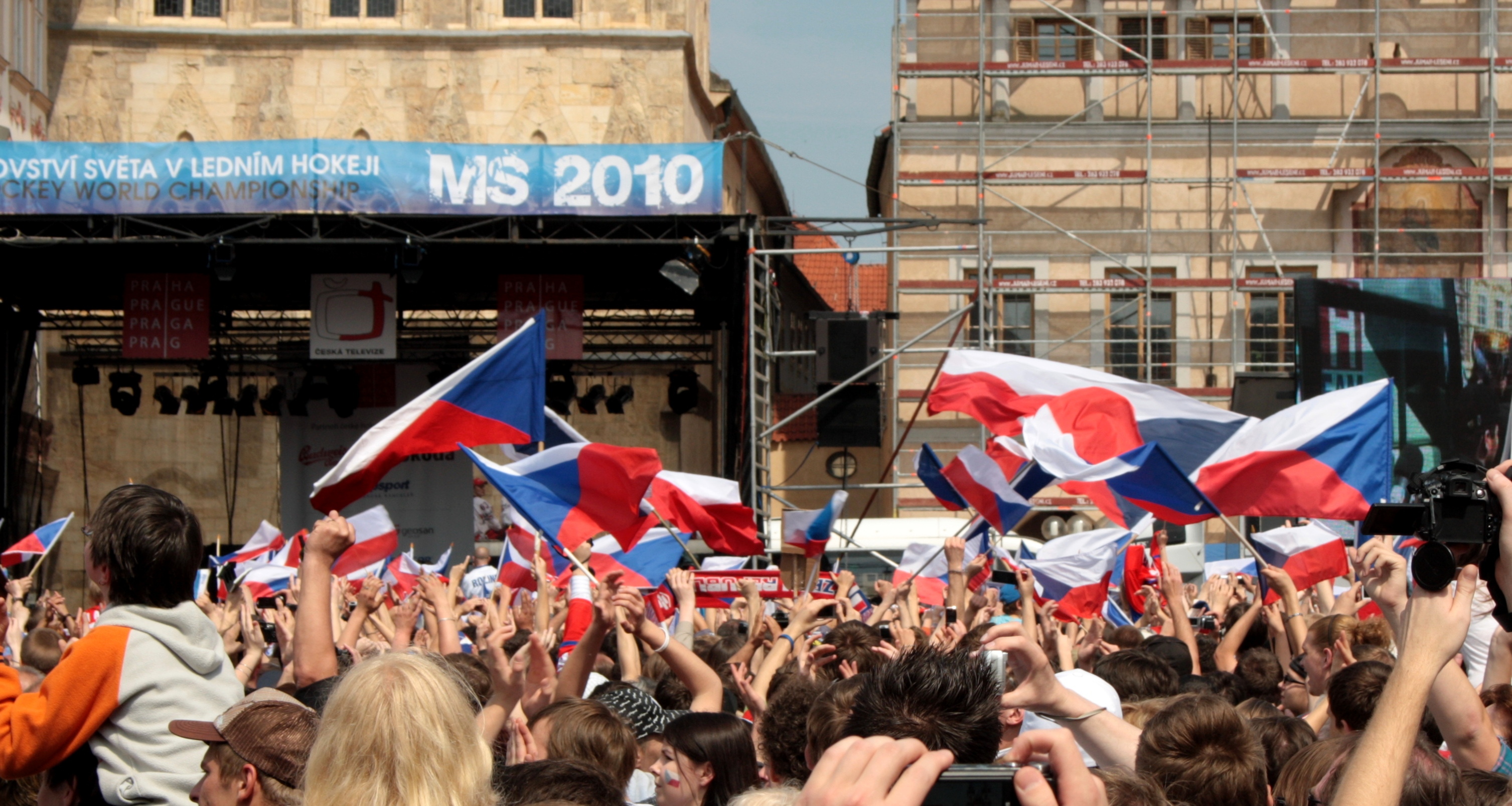
وصول أبطال العالم لهوكي الجليد في ساحة المدينة القديمة في براغ (2010).

الرياضة تلعب دورا هاما في حياة كثير من التشيكيين الذين هم عموما المؤيدين المخلصين لفرق المفضلة لديهم أو الأفراد.
وهما الرائدة في مجال الرياضة في جمهورية التشيك هي كرة القدم وهوكي الجليد، على حد سواء رسم أكبر اهتمام كل وسائل الإعلام والمشجعين. وتشمل العديد من الرياضات الأخرى مع الاتحادات المهنية والهياكل كرة السلة، الكرة الطائرة، كرة اليد فريق، كرة اليد التشيكية، وألعاب القوى، هوكي على العشب وغيرها. الرياضة هي مصدر موجات قوية للوطنية، وعادة ارتفاع عدة أيام أو أسابيع قبل الحدث وغرق بعد عدة أيام.
الأحداث تعتبر أهم من قبل المشجعين التشيكي هي: بطولة العالم لهوكي الجليد، أولمبية بطولة هوكي الجليد، بطولة كرة القدم الأوروبية، وكرة القدم كأس العالم والتصفيات لمثل هذه الأحداث. بشكل عام، أي مباراة دولية تنطوي على هوكي الجليد التشيكي أو المنتخب الوطني لكرة القدم يلفت الانتباه، خصوصا عندما لعبت ضد منافسه التقليدي: ألمانيا في كرة القدم. روسيا وفنلندا والسويد وكندا في هوكي الجليد. وسلوفاكيا في كليهما. كل من الصيف والشتاء الألعاب الأولمبية التي تحظى بشعبية كبيرة جدا.

## التعليم
التعليم في الجمهورية التشيكية إلزامي لمدة 9 سنوات، ولكن متوسط عدد سنوات التعليم 13.1. بالإضافة إلى ذلك، وجمهورية التشيك لديها نظام تعليمي يساوي نسبيا بالمقارنة مع بلدان أخرى في أوروبا.

### الجامعات
- جامعة تشارلز (براغ)
- جامعة التشيك التقنية (براغ)
- جامعة العلوم الاقتصادية (براغ)
- جامعة برنو للتكنولوجيا (برنو)
- مازاريك جامعة (برنو)
- جامعة اوسترافا (اوسترافا)
- أكاديمية الفنون الجميلة (براغ)
- التشيكية أكاديمية الفنون والعمارة (براغ)
- جامعة الزراعة التشيكية (براغ)
- معهد التقنية الكيميائية (براغ)

## رموز الوطنية
لاعب كرة القدم والنجم التشيكي بافيل نيدفيد الحاصل على جائزة الكرة الذهبية عام 2003 ولعب مع أندية كبيرة وهي دوكلا براغ 1991 - 1992 وسبارتا براغ 1992 - 1996 ولاتسيو الإيطالي 1996 - 2001 وأخيراً يوفنتوس الإيطالي 2001 - 2009
كما مثل المنتخب التشيكي في 91 مباراة دولية وسجل 18 هدف من عام 1994 إلى 2006 وكان أحد أعضاء المنتخب التشيكي الحاصل على المركز الثاني في بطولة أمم أوروبا عام 1996 في إنجلترا.

## وصلات خارجية
- موقع رئيس الجمهورية
- موقع الحكومة
- موقع البرلمان
- صور عن التشيك
- مكتب الإحصاءات التشيكي